# Adoribatella punctata
Adoribatella punctata är en kvalsterart som beskrevs av Tyler A. Woolley 1967. Adoribatella punctata ingår i släktet Adoribatella och familjen Oribatellidae. Inga underarter finns listade i Catalogue of Life.